# Torre Cívica
La Torre Cívica, también llamada torre Ghirlandina, es la torre campanario de la catedral de Módena (región de Emilia-Romaña, en Italia). Tiene una altura de 86,12 metros. Es el símbolo típico de Módena, visible desde cualquier dirección desde las afueras de la ciudad. Fue declarada Patrimonio de la Humanidad por la Unesco junto con la catedral y la Piazza Grande de Módena en 1997.
La estructura se creó en 1179, de planta cuadrada y cinco pisos, llamándose inicialmente Torre di San Geminiano. Para competir con las torres de Bolonia, el ayuntamiento le añadió la característica cúspide octogonal, diseñada por Arrigo da Campione, uno de los numerosos maestros del Campioneque entre el siglo XIII y el XV actualizaron el estilo de la catedral al nuevo gusto gótico. La cima de la torre está decorada con dos ghirlande (dos enrejados de mármol, y de ahí el nombre).

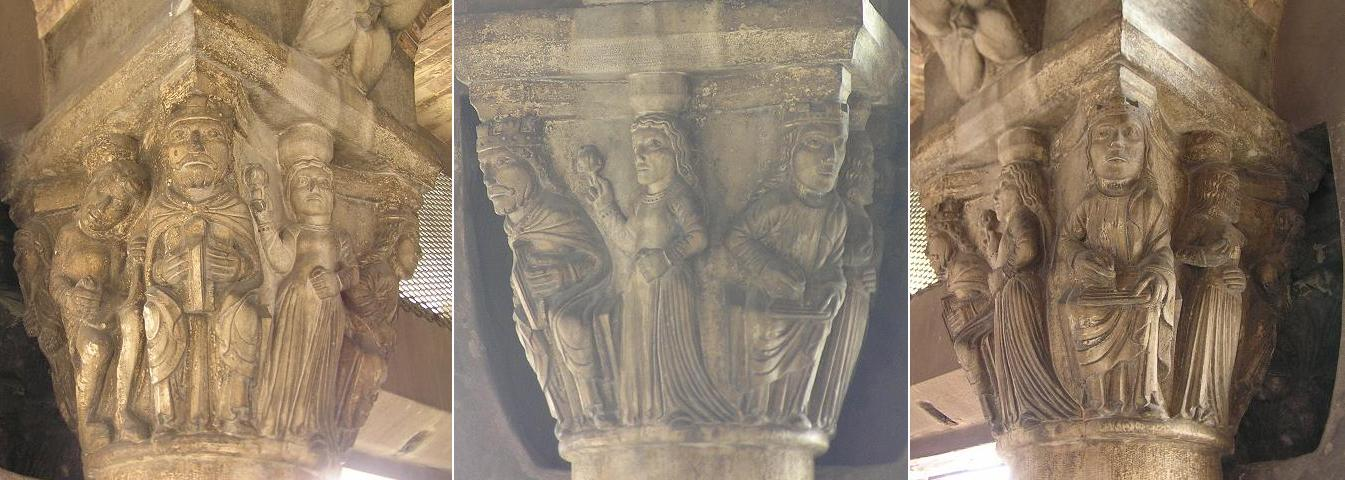
Capitel de David, en la Stanza dei Torresani.

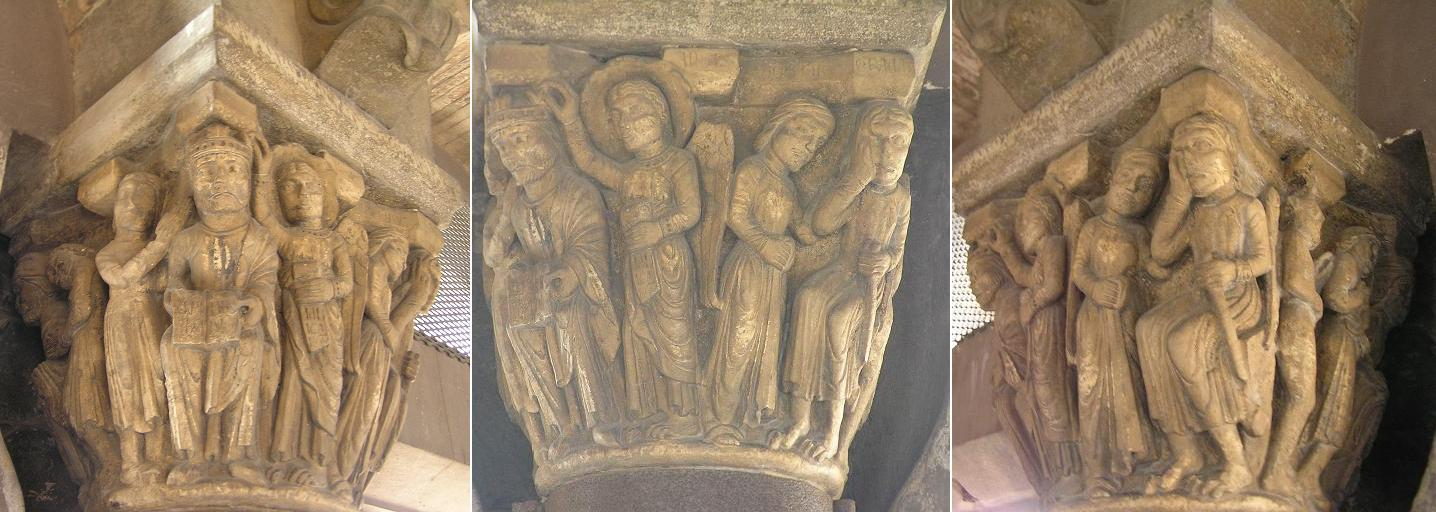
Capitel de los Jueces, en la Stanza dei Torresani.

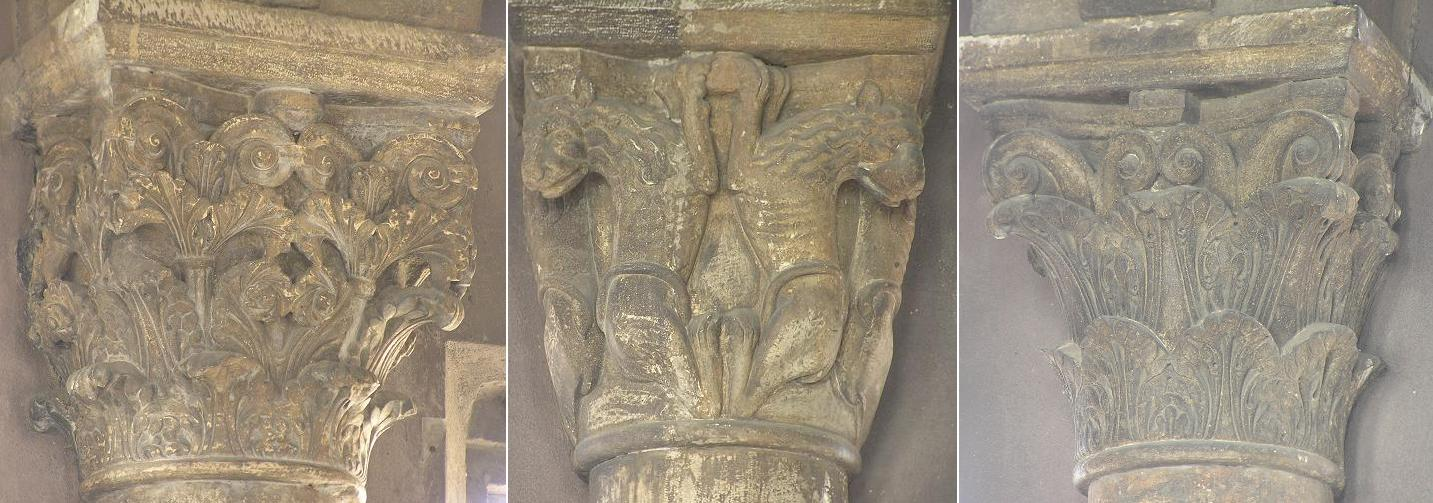
Otros tres capiteles distintos de la Stanza dei Torresani.

En el interior, la Sala della Secchia (con frescos del Quattrocento) alberga una copia de la representación de la Secchia rapita, un recuerdo del anterior papel de la torre como tesoro de la comuna de Módena. También son notables los capiteles esculpidos en la Sala dei Torresani, en la quinta planta. 
Capitel de David: dos figuras coronadas tocan instrumentos rodeadas de bailarines.
El Capitel de los Jueces: el significado de las escenas representadas no está claro: a la izquierda hay un rey con un libro en la mano que parece escuchar las súplicas de dos mujeres; a la derecha un personaje se desespera mientras que a sus espaldas se alejan dos seres alados.
Los otros capiteles no suscitan problemas interpretativos en cuanto que son puramente decorativos.
A finales del siglo XIX en la torre se realizaron diversos trabajos. En 1890 se reparó la parte piramidal siuperior externa y en 1893 después de haber implantado una gran armadura todo alrededor fue ejecutado el revestimiento en mármol de Verona. Las labores acabaron en 1897 y después de las comprobaciones del ingeniero Giacomo Gallina del Regio Genio Civile la torre volvió a verse más bella que nunca.
Absolutamente único el panorama que se divisa desde la linterna, sobre los tejados rojos de Módena.
En la pequeña Piazza Torre que da a la vía Emilia, está colocado el Monumento a Alessandro Tassoni, el más célebre de los poetas modeneses, autor del poema satírico La secchia rapita, en el que con suprema ironía se narran los acontecimientos medievales entre los modeneses y los boloñeses. La astucia del personaje queda bien representada en la postura de la estatua, realizada en 1860 por el escultor de Módena Alessandro Cavazza. 

## Restauración

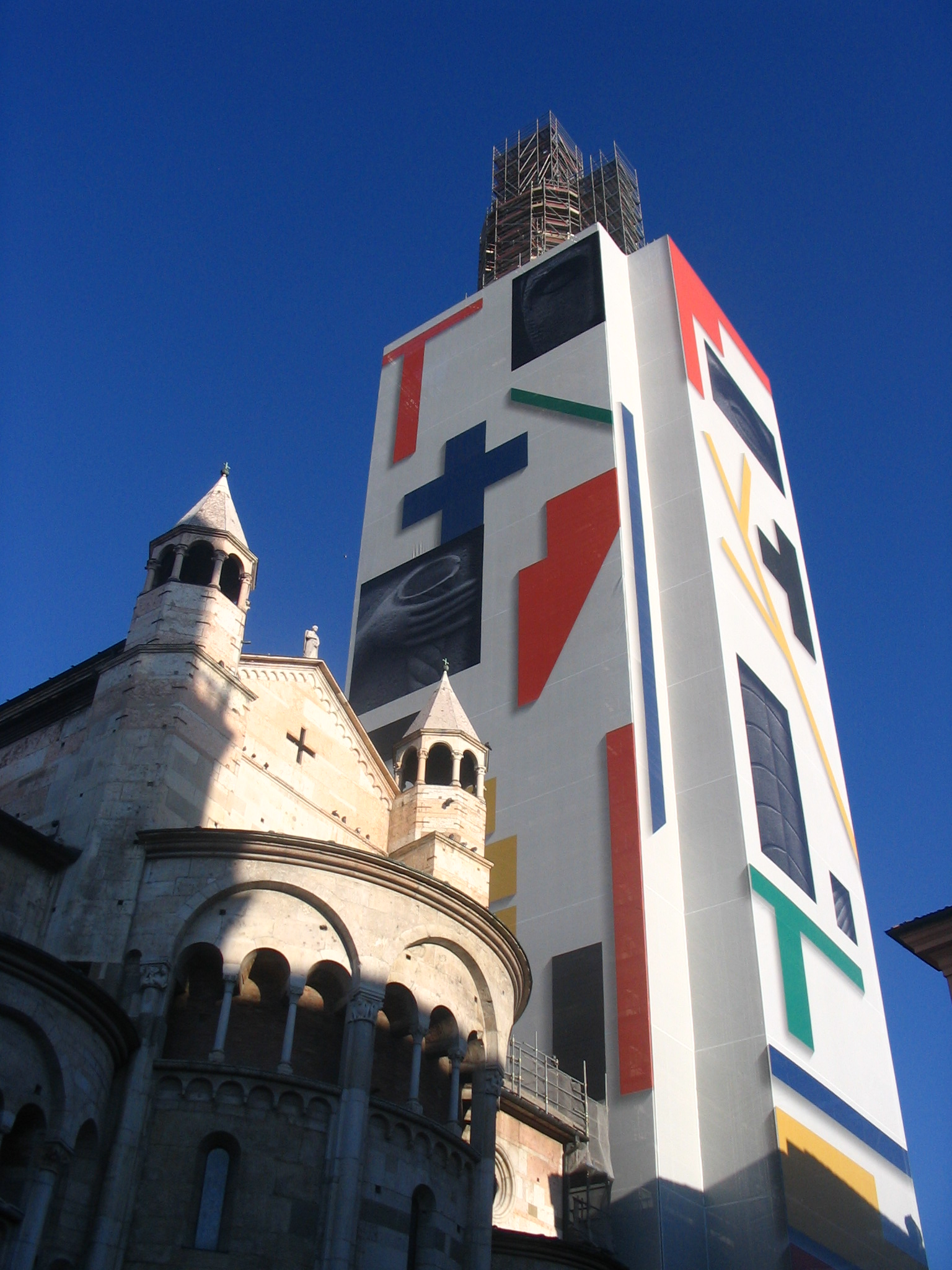
Ghirlandina como aparece en febrero de 2008.

El Ayuntamiento, propietario de los dos edificios, ha decidido emprender obras de restauración tanto de la catedral como del campanario, que estaban algo dañados. Los trabajos se iniciaron en diciembre de 2007 y está previsto que acaben en el año 2010. Aunque tiene andamios alrededor, la catedral sigue activa y se puede visitar, e incluso puede seguir entreviéndose su arquitectura y, en parte, los famosos relieves de la fachada oeste, obra de Wiligelmo.
Sin embargo, en lo que se refiere a la Torre Cívica, el Ayuntamiento decidió encargar al artista Mimmo Paladino una cubierta provisional que ocultara los andamios. Ese telón tiene dibujadas figuras geométricas de varios colores. Tal decisión ha suscitado la perplejidad y las críticas de los ciudadanos, tanto por la propia idea como por su alto coste. Portavoz de esta crítica ha sido el político modenés Carlo Giovanardi, que lamenta el excesivo gasto (cerca de 150.000 euros) y considera que la cobertura es una extravagancia y un insulto a la belleza de esta obra maestra de la arquitectura romano-gótica de los Maestri Campionesi del siglo XIII, símbolo de la ciudad y formando parte del complejo modenés juzgado «Patrimonio de la Humanidad» por el Unesco.